# Oto Iskandar di Nata
 (mai 2024).
La mise en forme du texte ne suit pas les recommandations de Wikipédia : il faut le « wikifier ».
Les points d'amélioration suivants sont les cas les plus fréquents. Le détail des points à revoir est peut-être précisé sur la page de discussion.
- Les titres sont pré-formatés par le logiciel. Ils ne sont ni en capitales, ni en gras.
- Le texte ne doit pas être écrit en capitales (les noms de famille non plus), ni en gras, ni en italique, ni en « petit »…
- Le gras n'est utilisé que pour surligner le titre de l'article dans l'introduction, une seule fois.
- L'italique est rarement utilisé : mots en langue étrangère, titres d'œuvres, noms de bateaux, etc.
- Les citations ne sont pas en italique mais en corps de texte normal. Elles sont entourées par des guillemets français : « et ».
- Les listes à puces sont à éviter, des paragraphes rédigés étant largement préférés. Les tableaux sont à réserver à la présentation de données structurées (résultats, etc.).
- Les appels de note de bas de page (petits chiffres en exposant, introduits par l'outil «  Source ») sont à placer entre la fin de phrase et le point final[comme ça].
- Les liens internes (vers d'autres articles de Wikipédia) sont à choisir avec parcimonie. Créez des liens vers des articles approfondissant le sujet. Les termes génériques sans rapport avec le sujet sont à éviter, ainsi que les répétitions de liens vers un même terme.
- Les liens externes sont à placer uniquement dans une section « Liens externes », à la fin de l'article. Ces liens sont à choisir avec parcimonie suivant les règles définies. Si un lien sert de source à l'article, son insertion dans le texte est à faire par les notes de bas de page.
- La présentation des références doit suivre les conventions bibliographiques. Il est recommandé d'utiliser les modèles {{Ouvrage}}, {{Chapitre}}, {{Article}}, {{Lien web}} et/ou {{Bibliographie}}. Le mode d'édition visuel peut mettre en forme automatiquement les références.
- Insérer une infobox (cadre d'informations à droite) n'est pas obligatoire pour parachever la mise en page.

Pour une aide détaillée, merci de consulter Aide:Wikification.
Si vous pensez que ces points ont été résolus, vous pouvez retirer ce bandeau et améliorer la mise en forme d'un autre article.
Oto Iskandar di Nata, également orthographié Otto Iskandardinata, appelé Otista et surnommé Si Jalak Harupat, né le 31 mars 1897 à Bandung et mort le 20 décembre 1945 à Tangerang, est un homme politique indonésien et un héros national.

## Travail
Avant l'indépendance, Oto Iskandar di Nata est vice-président de la branche de Bandung de Budi Utomo entre 1921 et 1924, ainsi que vice-président de Budi Utomo dans la branche de Pekalongan en 1924.
Il est également actif au sein d'organisations culturelles sundanaises appelées Paguyuban Pasundan. Il devient secrétaire de l'organisation en 1928 et en devient président entre 1929 et 1942. L'organisation est engagée dans l'éducation, l'autonomisation socioculturelle, politique, économique, de la jeunesse et des femmes.
Il est également devenu membre du Volksraad (« Conseil populaire », équivalent à l'actuel DPR ) entre 1930 et 1941.
Pendant l'occupation japonaise des Indes néerlandaises, il devient directeur du journal Tjahaja. Il est également nommé au Conseil consultatif central javanais, mis en place le gouvernement d'occupation, puis est devenu membre du Comité d'enquête pour les travaux préparatoires à l'indépendance (BPUPK) et du Comité préparatoire pour l'indépendance indonésienne (PPKI) formé par la seizième armée japonaise. pour aider à préparer l'indépendance de Java,.

## Disparition
D'après les informations des témoins, Oto Iskandar di Nata est assassiné sur une plage du district de Mauk dans le kabupaten de Tangerang, dans la province de Banten. Il est enlevé puis assassiné par un groupe appelé « The Black Troop » ( indonésien : Laskar Hitam ), qui aurait jeté son corp à la mer. Celui-ci n'a jamais été retrouvé,. En 1959, un policier est inculpé et reconnu coupable du meurtre. Le procureur qui a inculpé le policier a demandé une enquête plus approfondie pour déterminer les objectifs politiques plus larges et les motivations des membres de la « Troupe noire », mais cette demande n'a pas été entendue, de sorte que les véritables circonstances de son assassinat restent, aujourd'hui encore, floues.

## Conséquences et héritage

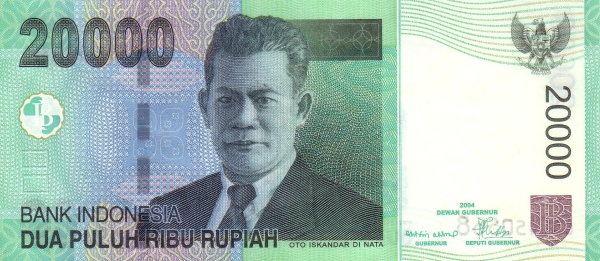
Oto Iskandar di Nata figure sur le billet de 20 000 roupies émis en 2004.

Le 21 décembre 1952, ses funérailles ont lieu par contumace . Son corps est remplacé par du sable et de l'eau prélevés sur la plage et enterré dans un cimetière à Lembang, dans la régence de Bandung Ouest. Il est désigné héros national d'Indonésie le 6 novembre 1973, reconnaissant ainsi son décès de facto puisque le titre est décerné à titre posthume.
Son image apparaît sur la série 2004-2016 du billet de 20 000 roupies indonésiennes. Plusieurs villes indonésiennes ont baptisé une rue pour l'honorer sous différentes nomenclatures : Otto Iskandardinata, Otto Iskandar Dinata, Otista et Jalak Harupat . Le stade Jalak Harupat, situé à Bandung, sa ville natale, est nommé en son honneur.
Il est le père de douze enfants. L’un d’eux, Ratnati Soertiasih (1939-1998), est brièvement étudiant en échange aux États-Unis.